# Pensilvanska nemščina
Pensilvanska nemščina (amiško Pennsilfaanisch Deitsch, angleško Pennsylvania German oz. Pennsylvania Dutch) je zahodno-osrednji dialekt nemščine, ki ga govori od 150.000 do 250.000 ljudi, zlasti v ZDA. Govorijo ga pensilvanski Nemci in pripadniki skupnosti Amišev. Dobesedno angleško poimenovanje »Dutch« se ne nanaša na Nizozemce oz. nizozemščino, temveč je arhaičen izraz za vse govorce zahodnogermanskih jezikov v kontinentalni Evropi. 
Dialekt je danes številčno najmočneje zastopan v ameriških zveznih državah Pensilvanija, Indiana in Ohio.